# آمنمحات ششم
آمنمحات ششم فرعونی از دودمان سیزدهم مصر باستان است. او در حوالی سال ۱۷۴۰ پیش از میلاد مسیح فرمانروایی می‌کرد.

## شواهد
نام پادشاهی به نام آمنمهات سه-آنخ-ایب-رع در فهرست پادشاهان تورین آمده است. این نام همچنین بر روی فهرست از پیشکش‌ها در کارناک نیز دیده می‌شود. در آنجا شاه سه نام را بر می‌خواند: آمنمحات، آنتف، آمنی. مهرهای استوانه‌ای شاه نیز پیدا شده‌اند.